# Hoya thomsonii
Hoya thomsonii е вид хоя от семейство олеандрови (Apocynaceae). Hooker я назовава в чест на Т. Томсон, заедно с когото я открива в боровите гори на планината Khasia (Индия), на височина 900 m над морското равнище. Този вид е разпространен така също в Тибет и Китай.

## Описание
Листата на Hoya tomsonii са овални, мъхести, сиво-зелени с неравномерно разпръснати по тях сребристи петна.
Те достигат дължина 4- 5 cm и ширина около 2 cm, но могат да бъдат достатъчно вариабилни в това отношение. Разстоянието между листните възли е около 5 см. Стеблата ѝ са изключително крехки и чупливи.
Цветовете са събрани в плоски съцветия, на брой около 20-30. Те са ослепително бели с червено-жълта сърцвина и имат чашковидан форма.
Излъчват силен тежък аромат. Задържат се около 10 дни. Цъфти предимно есен.

## Отглежадане
Както всички планински видове Hoya thomsonii страда от горещините. Затова тя не трябва да бъде отглеждана продължително време при температури по-високи от 25С. Зимата издържа мининимални t 10С.
Поставена на прохладно и добре осветено място тя бързо се разраства и цъфти редовно. Въпреки че власинките по дръжките и листата я предпазват от изгаряне, най-добре е тя да не се излага на пряка слънчева светлина.
Режим на поливане: почвата трябва да бъде винаги леко влажна, без засушаване. Подходяща за ампелно отглеждане.